# Ламбаль, Луи-Александр де Бурбон
Луи-Александр де Бурбон, принц де Ламбаль (фр. Louis Alexandre de Bourbon; 6 сентября 1747, Париж — 6 мая 1768, Лувесьен) — французский аристократ, сын и наследник герцога Пентьеврского, внука короля Людовика XIV. Супруг принцессы Марии-Луизы Савойской, ставшей после его смерти близкой подругой королевы Марии-Антуанетты. Принц де Ламбаль не имел детей и умер раньше своего отца.

## Биография
Луи-Александр появился на свет 6 сентября 1747 года в парижской резиденции своих родителей отеле де Тулуз (сейчас там расположена штаб-квартира Банка Франции). Его отец Луи-Жан-Мари де Бурбон, герцог де Пентьевр, был единственным законным ребёнком Луи-Александра де Бурбон, самого младшего из внебрачных сыновей короля Людовика XIV и официальной фаворитки мадам Монтеспан. Его мать, Мария Тереза Фелицита д’Эсте, дочь герцога Моденского, также имела родственную связь с мадам Монтеспан, её мать принадлежала к Орлеанскому дому. Луи-Александр был одним из семи детей своих родителей, и единственным сыном, достигшим совершеннолетия. Родители относились к нему с особенной любовью. Всю жизнь он был известен как принц де Ламбаль.
После смерти в 3-летнем возрасте старшего брата Луи-Мари, принц де Ламбаль стал единственным наследником состояния Пентьевров, большая часть которого прежде принадлежала бездетной герцогине де Монпансье, известной как Великая Мадемуазель. Король Людовик XIV вынудил её отказаться от своих владений, которые он передал своему старшему внебрачному сыну Луи Огюсту, герцогу Мэнскому. Титул принц де Ламбаль относится к одной из сеньорий, которыми владел его отец; он не означал владение суверенным княжеством, а выполнял роль титула учтивости. Мать Луи-Александра умерла в 1754 году во время очередных родов, когда мальчику было 7 лет.

### Брак

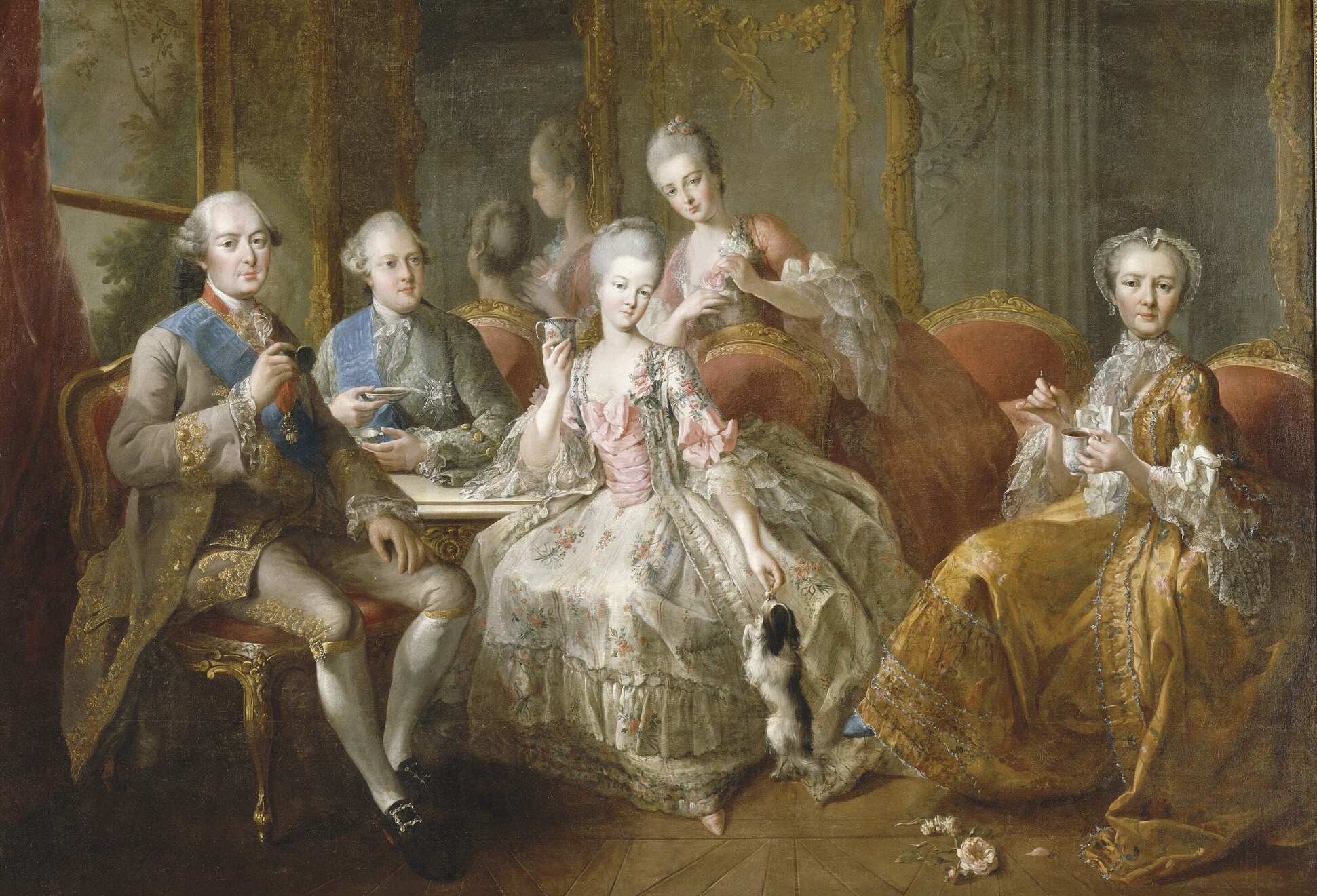
Чашка шоколада (1768), портрет работы Ж.-Б. Шарпантье ле Вьё. Слева направо - герцог де Пентьевр, его сын принц Ламбаль (1747-1768), его невестка принцесса Ламбаль (1749-1792) с собачкой, его дочь Мария-Аделаида и его мать Мария-Виктория (1688-1766), графиня Тулузская (коллекция Версаля)

Герцог Пентьевр выбрал в невесты своему сыну принцессу Марию Терезу Луизу, родившуюся в Италии. Торжества по поводу бракосочетания молодых проходили с 17 по 27 января 1767 года в Турине (по доверенности) и в Нанжи. Сильно желая увидеть свою избранницу ещё до брачной церемонии, Луи-Александр тайно пробрался в покои Марии Терезы, переодевшись простым слугой. Он подарил невесте букет цветов от имени «своего господина». На следующий день, во время брачной церемонии принцесса была потрясена, поняв, что вчерашний слуга оказался принцем. Медовый месяц молодожёны провели в замке Нанжи. Герцог Пентьеврский выбрал Марию Терезу в жены своему сыну преимущественно из-за её признанного благочестия и красоты, поскольку надеялся таким способом покончить с распутным образом жизни принца де Ламбаль.
Спустя три месяца счастливой жизни Луи-Александр утратил интерес к своей молодой супруге и вернулся к гедонистическим похождениям. В какой-то момент Луи-Александр даже продал драгоценности супруги, чтобы рассчитаться по своим долгам.

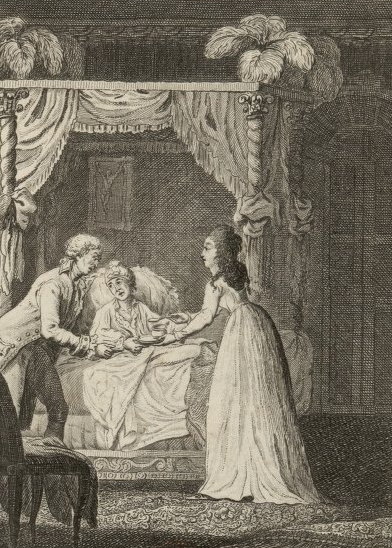
Смерть принца де Ламбаль (рисунок 1768 года)

### Смерть
Прожив короткую и беспутную жизнь, Луи-Александр умер 6 мая 1768 года, спустя всего лишь шесть месяцев после своего бракосочетания. Причиной смерти стала венерическая болезнь. Принц Ламбаль скончался в Лувесьеннском замке на руках своей в высшей степени добропорядочной супруги. Принц умер не оставив потомства.
Принца де Ламбаль похоронили в семейном склепе в церкви Сен-Любен XIII века в селении Рамбуйе недалеко от любимой резиденции его отца замка Рамбуйе. В 1783 году герцог Пентьевр был вынужден продать имение Рамбуйе своему кузену, королю Людовику XVI. 25 ноября того года герцог Пентьевр перевёз 9 гробов с прахом своих родителей, графа и графини Тулузских, своей супруги, Марии Терезы д’Эсте, и шести из семи своих детей, из маленькой средневековой церквушки Рамбуйе в капеллу коллегиальной церкви Сен-Этьен в Дрё.